# Zelfontbranding (scheikunde)
Zelfontbranding is het verschijnsel waarbij een stof zoals fosfor of hooi spontaan vlam vat. 

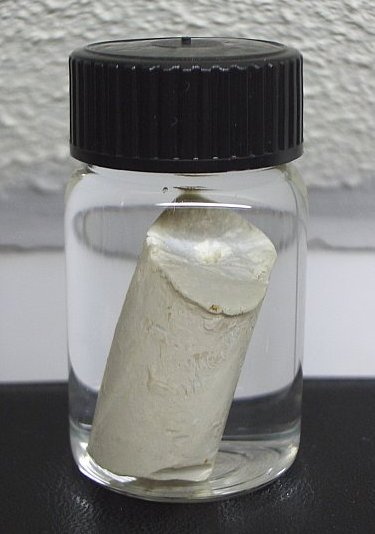
Witte fosfor wordt onder water bewaard om zelfontbranding te voorkomen.

## Oxidatieve zelfontbranding
Een bekend voorbeeld is  witte fosfor, maar ook veel organometaalverbindingen of zeer fijn verdeelde stoffen (pyrofoor ijzer) reageren spontaan met zuurstof. Bij ijzer gebeurt oxidatie (roesten) normaal erg traag, maar als de stof in kleine deeltjes verdeeld is, is het reactieoppervlak groot genoeg (oppervlaktevergroting) om een grote temperatuurstijging mogelijk te maken. 

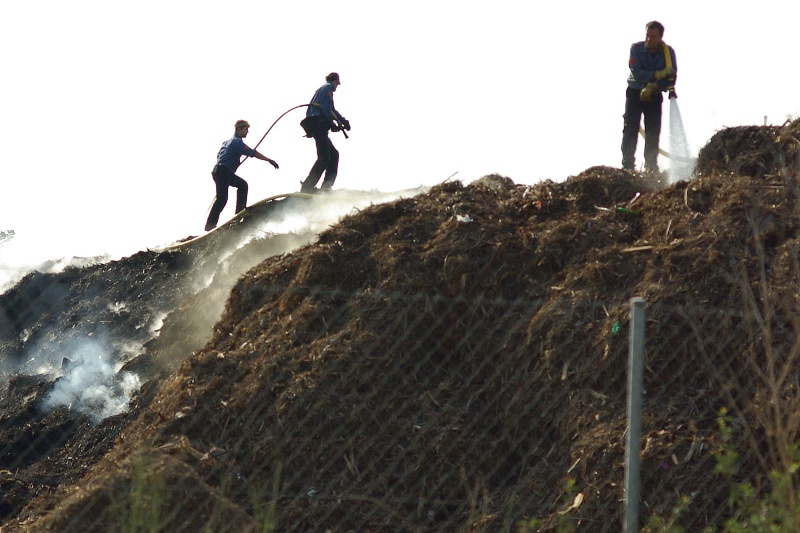
Compost- en mesthopen kunnen spontaan ontbranden.

## Anaerobe zelfontbranding
Hooi (hooibroei), compost en mest kan ontbranden door spontaan verlopende fermentatieprocessen. Deze vertering door micro-organismen stelt warmte vrij. Als de organismen massaal verteren en delen bij de juiste vochtigheidsgraad en zuurtegraad, kan de temperatuur erg hoog stijgen.